# مجلس الأمن التركي
مجلس الأمن القومي التركي (بالإنجليزية: National Security Council Turkey)‏ هو أعلى هيئة تنسيق أمني في تركيا تضم عسكريين ومدنيين ، يعقد المجلس اجتماعا كل شهرين برئاسة رئيس الجمهورية يبحث فيه التطورات الأمنية الداخلية والخارجية للبلاد. ويرأس الجناح السياسي للمجلس رئيس الوزراء، والجناح العسكري رئيس أركان الجيش.

## النشأة والتأسيس
تأسس مجلس الأمن القومي بموجب مرسوم 14443 الذي أصدرته جمعية الدفاع التركية العليا في تاريخ 14 أبريل سنة 1933

## المقر
يقع مقر المجلس الأمن التركي في شارع مصطفى كمال أتاتورك في منطقة شان كايا بالعاصمة التركية أنقرة، حيث توجد أغلب المراكز الحكومية وقصر الرئاسة الأسبق وبعض المراكز الحساسة. وقد ظلت الجمهورية التركية تدار من هذه المنطقة منذ تأسيسها عام 1924، الأهداف تناط بالمجلس مسؤولية مناقشة الأوضاع الأمنية وتقديم التوصيات للرئيس والحكومة بناء على رؤية أعضائه لهذه القضايا واتخاذ قرارات تتعلق بالحياة الدستورية ونظام الحكم.

## الهيكلية
ينص الدستور التركي على أن يتولى رئيس الجمهورية التركية إدارة المجلس، لكن الإصلاحات التي طالب الاتحاد الأوروبي تركيا بها وجعلها شرطا للتفاوض على انضمامها إلى عضوية الاتحاد شملت أن تتم إدارة هذا المجلس من قبل أمانة عامة تعينها الحكومة المنتخبة وذلك لتوزيع السلطات. وقد عُيِّن محمد أليو كان أمينا عاما للمجلس في 17 أغسطس/آب 2004.
ويضم مجلس الأمن القومي في بنيته الثابتة 11 عضوا هم رئيس الوزراء ونائب رئيس الوزراء والقائد العام للجيش ووزير العدل ووزير الدفاع ووزير الداخلية ووزير الخارجية وقائد الجيش البري وقائد القوات البحرية وقائد القوات الجوية والقائد العام لقوات الدرك. وعند غياب الرئيس فإن رئاسة المجلس تناط برئيس الوزراء.